# Phytelephas aequatorialis
Phytelephas aequatorialis es una palma de la familia de las arecáceas. Es originaria de Ecuador. Es la principal fuente de marfil vegetal o tagua de Ecuador, una alternativa botánica del marfil. 

## Distribución
Esta palma se encuentra en los bosques húmedos tropicales de Ecuador.

## Descripción
Tiene un tronco leñoso que puede crecer hasta los 20 m de altura y hojas pinnadas muy largas.
Las plantas son dioicas, con los individuos femeninos teniendo grandes frutos cónicos marrones, cada uno aproximadamente del tamaño de un pomelo y cubierto de una cáscara de cuernos, que contiene por lo general cuatro semillas. Las semillas inmaduras contienen pulpa comestible dulce. Las semillas maduras son más duras que la madera y están encerradas en una cáscara como una concha. El endospermo es un  material blanco de hemicelulosa que es tan duro que puede ser pulido y tallado como el marfil. Por ello esta y otras especies del género con conocidas como marfil vegetal.  

## Ecología
Las semillas inmaduras comestibles son a menudo dispersas por la selva tropical por roedores como guatusas . En algunas zonas rurales los árboles se utilizan para atraer a los roedores, que luego son capturados por su carne.

## Cultivo
Las palmas se cultivan en ocasiones como un cultivo comercial . Organizaciones internacionales de conservación  pagan los agricultores por el marfil vegetal, con la esperanza de que el interés en el producto dará lugar a los recursos que se asignan para la protección de las selvas tropicales y la preservación de su flora.

## Taxonomía
Phytelephas aequatorialis fue descrita por Richard Spruce y publicado en Journal of the Linnean Society, Botany 11: 179–180. 1869.
Etimología
Phytelephas: nombre genérico que deriva de las palabras griegas: phyt =  "planta" y elephas = "elefante", en referencia a su uso como fuente de marfil vegetal.
aequatorialis: epíteto latíno que significa "ecuatorial, de Ecuador". 
Sinonimia
- Palandra aequatorialis (Spruce) O.F.Cook[5][6][7]